# Landskabs- og Landbrugsmuseet
Landskabs- og Landbrugsmuseet er et landbrugs- og frilandsmuseum, der ligger i Mosbjerg tæt ved Sindal i Vendsyssel. Museet drives med marker og dyr som man gjorde omkring 1915.
Det består af to bygninger, der ligger et stykke fra hinanden. Det ene er et gammelt husmandssted, der oprindeligt blev opført i 1899. Det blev revet ned i 1977 og genopført på den nuværende placering i 1982. Den anden staldbygning fra gården Bjørnager, hvor der findes en udstilling om landskabets geologiske tilbliven samt en samling af landbrugsredskaber fra 1880-1950. Området dækker omkring 40 ha og indbefatter også flere gravhøje.
Museet er en del af museumssammenslutningen Vendsyssel Historiske Museum.